# Richard Francis-Bruce
Richard Leslie Francis-Bruce AM (Sydney, 10 de dezembro de 1948) é um editor de vídeo australiano de cinema e televisão.

## Biografia
Francis-Bruce nasceu no dia 10 de dezembro de 1948 em Sydney, Nova Gales do Sul, Austrália. Era filho do diretor de fotografia Jack Bruce e entrou na emissora Australian Broadcasting Corporation quando jovem na esperança de seguir a mesma carreira de seu pai, porém na época a única vaga disponível era para editor de vídeo. Ele acabou se apaixonando pela área e passou quinze anos trabalhando como editor na emissora. Ele deixou a Australian Broadcasting Corporation e foi para o cinema, com seu primeiro longa tendo sido Goodbye Paradise. Francis-Bruce foi trabalhar em alguns filmes da produtora Kennedy Miller, chegando em Hollywood com The Witches of Eastwick. Pelos anos seguintes ele trabalhou em filmes como The Shawshank Redemption, Seven, Air Force One e Harry Potter and the Philosopher's Stone.

## Filmografia
| Ano  | Título                                   | Notas                      |
| ---- | ---------------------------------------- | -------------------------- |
| 1975 | They Don't Clap Losers                   | Telefilme                  |
| 1976 | The Outsiders                            | Episódio: "Drop Out"       |
| 1978 | Because He's My Friend                   | Telefilme                  |
| 1978 | Puzzle                                   | Telefilme                  |
| 1979 | Golden Soak                              | 6 episódios                |
| 1979 | Patrol Boat                              | Telefilme                  |
| 1981 | Levkas Man                               | 6 episódios                |
| 1983 | The Dismissal                            | 3 episódios                |
| 1983 | Goodbye Paradise                         |                            |
| 1983 | Careful, He Might Hear You               |                            |
| 1984 | Bodyline                                 | 6 episódios                |
| 1985 | Mad Max Beyond Thunderdome               |                            |
| 1986 | Short Changed                            |                            |
| 1986 | The Mosquito Coast                       | Edição Austrália           |
| 1987 | The Witches of Eastwick                  |                            |
| 1987 | Bullseye                                 |                            |
| 1988 | A Dangerous Life                         | 2 episódios                |
| 1988 | Barracuda                                | Telefilme                  |
| 1989 | Dead Calm                                |                            |
| 1989 | The Blood of Heroes                      |                            |
| 1990 | Cadillac Man                             |                            |
| 1991 | Crooked Hearts                           |                            |
| 1992 | Nightmare Cafe                           | Episódio: "Nightmare Cafe" |
| 1992 | The Nightman                             | Telefilme                  |
| 1992 | Lorenzo's Oil                            |                            |
| 1993 | Sliver                                   |                            |
| 1994 | The Shawshank Redemption                 |                            |
| 1994 | Speechless                               |                            |
| 1995 | Seven                                    |                            |
| 1996 | The Rock                                 |                            |
| 1997 | Air Force One                            |                            |
| 1998 | Goodbye Lover                            | Edição adicional           |
| 1999 | Instinct                                 |                            |
| 1999 | The Green Mile                           |                            |
| 2000 | The Perfect Storm                        |                            |
| 2001 | Harry Potter and the Philosopher's Stone |                            |
| 2002 | Path to War                              | Telefilme                  |
| 2003 | The Italian Job                          |                            |
| 2004 | The Forgotten                            |                            |
| 2007 | Ghost Rider                              |                            |
| 2008 | David & Fatima                           |                            |
| 2009 | Daybreakers                              | Edição adicional           |
| 2010 | Killers                                  |                            |
| 2010 | Repo Men                                 |                            |
| 2010 | Main Street                              |                            |
| 2012 | Cristiada                                |                            |
| 2013 | Oblivion                                 |                            |
| 2014 | Divergent                                |                            |
| 2015 | Truth                                    |                            |
| 2016 | Ben-Hur                                  |                            |
| 2017 | Fifty Shades Darker                      |                            |
| 2018 | Fifty Shades Freed                       |                            |